# La Piel y La Huella (álbum)
La Piel y la Huella es el décimo disco solista del cantautor uruguayo Pablo Sciuto. Fue publicado en CD por su sello independiente Hipnótica Records y Neway Records en el año 2014.
A 15 años del lanzamiento de su primer disco, el cantautor uruguayo radicado en Madrid edita de forma independiente “La piel y la huella”, su décimo trabajo. Una bitácora de canciones marcadas por el sacrificio de una carrera a contracorriente desde las trincheras de la libertad creativa y la independencia.
La piel y la huella es un diario de viaje en formato álbum que contiene 20 pistas, 18 canciones y dos poemas, que recorren los pasos y las huellas de un artista insaciable en su objetivo de buscar la belleza entre la melodía y la armonía.
Entre las canciones que forman su trabajo destaca “El Gran Diseño” basada en el libro homónimo de Stephen Hawking.
La piel y la huella fue grabado entre los años 2010 y 2014 en las ciudades de Madrid, Buenos Aires y Gijón, con la colaboración de músicos que integran su banda itinerante “Astrónomos Urbanos”.
El álbum está dedicado a Gustavo Pena "El Príncipe", excelente compositor uruguayo fallecido en el año 2004 y hoy artista de culto en el Río de la Plata, a quien conoció en el año 1999 y le grabó una maqueta en su casa de Montevideo entablando una breve pero intensa amistad. Le dedica a modo de homenaje, la canción “Corazón de Mandolín” integrada en este trabajo.
También el disco está dedicado a la memoria del desaparecido Luis Alberto Spinetta, una de las mayores influencias de Pablo Sciuto desde su infancia.
Editado por Hipnótica Producciones sello independiente del propio autor en colaboración.

## Estilo musical
La piel y la huella recorre todas las arrugas tiempo y espacio de un autor que bucea desde sus comienzos entre, sueños, poesía codificada y texturas urbanas. Su música se mueve entre folk, jazz, bossa nova, candombe y pop.

## Lista de canciones
| Lado A |                                                              |                                        |          |  |
| N.º    | Título                                                       | Escritor(es)                           | Duración |  |
| 1.     | «Planeta casa»                                               |                                        | 3:50     |  |
| 2.     | «Holograma vacío»                                            |                                        | 3:06     |  |
| 3.     | «El gran diseño (Dedicada a Stephen Hawking)»                |                                        | 3:50     |  |
| 4.     | «Casa»                                                       |                                        | 3:30     |  |
| 5.     | «Al acabar el día»                                           |                                        | 5:40     |  |
| 6.     | «Bajo el mismo sol»                                          | Montaña Pulido Cuadrado y Pablo Sciuto | 3:52     |  |
| 7.     | «Hotel Rouge»                                                |                                        | 5:35     |  |
| 8.     | «Vidrio roto»                                                |                                        | 5:13     |  |
| 9.     | «Corazón de mandolín (Dedicada a Gustavo Pena "El Príncipe"» |                                        | 4:36     |  |
| 10.    | «Poema "La piel"»                                            |                                        | 0:25     |  |

| Lado B |                          |              |          |  |
| N.º    | Título                   | Escritor(es) | Duración |  |
| 1.     | «Extraño método de amar» |              | 3:12     |  |
| 2.     | «Huella sin fin»         |              | 2:53     |  |
| 3.     | «Las ideas del aire»     |              | 3:13     |  |
| 4.     | «7 AM»                   |              | 3:06     |  |
| 5.     | «Nace»                   |              | 2:59     |  |
| 6.     | «Salón dormido»          |              | 3:14     |  |
| 7.     | «Agua que sabes»         |              | 5:20     |  |
| 8.     | «Nebulosa de mí»         |              | 4:24     |  |
| 9.     | «Calle sin nombre»       |              | 2:43     |  |
| 10.    | «Poema "La huella"»      |              | 0:26     |  |

## Ficha técnica
- Grabado en Buenos Aires, Madrid y Gijón, entre 2010 y 2014.
- Todas las canciones compuestas y escritas por Pablo Sciuto, salvo Bajo el mismo sol, letra de Montaña Pulido.

- Planeta casa, Extraño método de amar, Las ideas del aire, Nace, y Calle sin nombre, grabadas en directo en Estudio Brazil (Madrid); técnico Javier Ortiz.

- El gran diseño, Al acabar el día, y Agua que sabes, grabadas en directo en estudio El Submarino (Madrid); técnico Ricardo Escassi.

- Holograma vacío, Casa, Bajo el mismo sol, Hotel rouge, Vidrio roto, Corazón de mandolín, Huella sin fin, 7 AM, Salón dormido, y Nebulosa de mí, grabadas en Silvester Studio (Buenos Aires) y Casa Sonora (Madrid); técnico Pablo Sciuto.

Guitarras, voz y coros: Pablo Sciuto.
Batería: Fabián Miodownik.
Bajo eléctrico: Matías Núñez.
Guitarra eléctrica en Holograma vacío, y Vidrio roto: Olmo Sosa.
Piano en Salón dormido: Sebastián Crudeli.
Hammond en 7 AM: Sebastián Crudeli.
Violines en Vidrio roto, Nebulosa de mí, y Bajo el mismo sol: Ernesto Espinoza.
Guitarra eléctrica en Casa, Planeta casa, Huella sin fin, 7 AM, y Nebulosa de mí: Pablo Sciuto.
Armónica en 7 AM: Pablo Sciuto.
- Mezcla y mastering: estudio Casa Sonora.
- Maquetación, diseño y concepto gráfico: Ojo Binario y Emepece Estudio.